# Stubbe – Von Fall zu Fall: Opfer im Zwielicht
Opfer im Zwielicht ist ein deutscher Fernsehfilm von Thomas Jacob aus dem Jahr 2003. Es handelt sich um den vierundzwanzigsten Filmbeitrag der ZDF-Kriminalfilmreihe Stubbe – Von Fall zu Fall mit Wolfgang Stumph in der Titelrolle.

## Handlung
So kurz nach dem Tod seiner Frau versucht Wilfried Stubbe wieder Struktur in seinen Alltag zu bekommen. Das gelingt ihm am besten mit Arbeit und so kommt ihm ein neuer Mordfall ganz recht. Der Psychotherapeut Georg Altenberg wurde erschossen aufgefunden. Ein Zeuge hatte Tage zuvor einen Motorradfahrer beobachtet und sich sogar das Kennzeichen notiert. Das führt Kommissar Stubbe zu der Studentin Ulrike Bach, deren Mutter sich vor einiger Zeit erhängt hatte. Ihre Freundin Inge Gruner gibt ihr allerdings für die Tatzeit ein Alibi.
Stubbe findet bei seinen Ermittlungen schon sehr bald ein Tatmotiv, denn sowohl Hinweise in der Praxis des Opfers sowie der familiäre Hintergrund von Ulrike Bach deuten darauf hin. Sein Kollege Zimmermann verbeißt sich dagegen in die Suche nach dem Straftäter Maiwald, der vor kurzem aus dem Gefängnis entlassen wurde und bei seiner Verurteilung Altenberg bedroht hatte, weil durch dessen Beurteilung Maiwald belastet wurde. Doch auch Zimmermann muss feststellen, dass sein Verdächtiger ein Alibi vorweisen kann. Dennoch gibt er die Ermittlungen gegen „einen professionellen“ Täter nicht auf, denn der gezielte Schuss und das Kaliber der Tatwaffe deuten auf einen geübten Schützen.
Inge Gruner versucht indessen, sich Stubbe anzuvertrauen und ihm davon zu erzählen, dass sie Patientin von Dr. Altenberg war und von ihm sexuell missbraucht worden war. Dies gelingt ihr allerdings erst beim zweiten Anlauf und so erfährt Stubbe auch, dass sie und ihre Freundin Ulrike Bach vorhatten, Altenbach anzuzeigen. Deshalb hatten sie Kontakt zu dem Anwalt Dr. Dr. Hans Dieter Glahm aufgenommen. Dieser hatte ihnen geraten, noch ein weiteres Missbrauchsopfer ausfindig zu machen, damit sie vor Gericht eine Chance hätten. Deshalb hatte Ulrike Bach ihre Freizeit vor Altenbergs Praxis zugebracht. Sie hoffte, so auf mögliche Opfer aufmerksam zu werden, um sie dann kontaktieren und zu einer Anzeige bewegen zu können. Sie selber leidet derart unter dem Verlust der Mutter, dass sie nichts unversucht lassen will, diesen Tod mit legalen Mitteln zu sühnen.
Der Name Dr. Glahm fällt Stubbe erneut auf, als er herausfindet, dass stets Glahm als Anwalt in den Prozessen vertreten war, in denen Altenberg psychologische Gutachten stellte. Damit kann er den beiden eine finanzielle Zusammenarbeit nachweisen. Glahm, der sich in Steuerparadiesen auskennt und auch Sportschütze ist, hatte für seinen „Freund“ Gelder am Finanzamt vorbei ins Ausland transferiert. Da auch Altenberg Zugriff auf diese Konten hatte, hat er sich dort nicht unerheblich bedient, was Glahm bemerkt hatte und nicht so einfach hinnehmen wollte.
Stubbe und Zimmermann können ihn überführen, als er versucht, die Tatwaffe bei Inge Gruhnert zu verstecken.

## Hintergrund
Der Film wurde in Hamburg und Umgebung gedreht und am 29. November 2003 um 20:15 Uhr im ZDF erstausgestrahlt.
Nach dem Ausstieg von Renate Krößner als Caroline Stubbe aus der Krimireihe wartet diese Folge nach den Folgen 8 und 14 zum dritten Mal mit einem neuen Vorspann auf.

## Rezeption

### Einschaltquote
Bei seiner Ausstrahlung wurde Opfer im Zwielicht von 7,05 Millionen Zuschauern gesehen, was einem Marktanteil von 18,4 Prozent zur Hauptsendezeit entsprach.

### Kritiken
Die Kritiker der Fernsehzeitschrift TV Spielfilm befanden einen Stubbe „in grüblerischer und gedämpfter Stimmung“ als „nicht von Vorteil“. Sie vergaben Opfer im Zwielicht eine mittlere Wertung, indem sie mit dem Daumen zur Seite zeigten.
TV Today empfand, so kurz nach dem Tod seiner Frau Caroline, man erlebt „Stubbe mal ganz anders: in grüblerischer und gedämpfter Stimmung.“